# 雷福德鎮區 (北卡羅萊納州霍克縣)
雷福德鎮區（英語：Raeford Township）是位於美國北卡羅萊納州霍克縣的一個鎮區。

## 地方資料
雷福德鎮區的面積為96.08平方千米，皆為陸地。根據2020年美國人口普查的數據，當地共有人口13200人，而人口密度為每平方千米137.39人。